# 리얼리티 오브 러브
《리얼리티 오브 러브》(영어: I Want to Marry Ryan Banks)는 2004년 공개된 텔레비전 영화이다.

## 출연

### 주연
- 제이슨 프리스틀리
- 브래들리 쿠퍼

### 조연
- 엠마 콜필드
- 마크 L. 월버그
- 니콜 올리버
- 로렌 리 스미스
- 레아 케언스
- 앨리슨 워니카
- 데이빗 파커
- 제니퍼 키친
- 에린 카프럭
- 카메론 밴크로프트
- 가윈 샌포드
- 브렌다 크릭로
- 켈리 루스 머시어
- 브라이언 드럼몬드
- 모니카 드레인
- 루시아나 캐로
- 에드리언 허프
- 톰 불머
- 콜린 채핀
- 데니스 코벳
- 요란더 코베트
- 켄트 R. 카리메이커
- 리사 스키너
- 토드 월렌

## 기타
- 미술: 스티븐 기갠
- 의상: 트리쉬 플린
- 배역: 수잔 에델먼
- 배역: 잭키 린드